# Franz Chvostek senior
Franz Chvostek senior (* 21. Mai 1835 in Mistek, Mähren; † 16. November 1884 in Wien) war ein österreichischer Internist. Sein Sohn war der Internist Franz Chvostek junior. 
Chvostek studierte am Wiener Josephinum und wurde dort Privatdozent für Innere Medizin, ab 1871 Professor. Er beschrieb das nach ihm benannte Chvostek-Zeichen.